# 안량
안량(顔良, ? ~ 200년 2월)은 중국 후한 말의 무장으로, 서주(徐州) 낭야국(琅邪國) 임기현(臨沂縣) 사람이다.
한나라의 문관 배잠(裴潛)과 공융(孔融)은 안량을 하북 지방의 강력한 군벌이자 원소의 최고위 부하 무장이라 평했다.

## 생애
원소(袁紹)를 섬겼으며, 공융(孔融)은 안량을 문추(文醜)와 더불어 "삼군(三軍)을 이끌 만한 장수"라고 칭찬한 반면 순욱(荀彧)은 "필부(匹夫 - 보통 평범한 사람)의 용맹을 지닌 장수"라 평가하였다.
건안(建安) 5년(200년) 2월, 원소는 조조(曹操)를 토벌하기로 결심하였다. 도독(都督) 저수(沮授)는 원소에게 안량은 용맹하나 도량이 좁은 인물이니 혼자 일을 맡아서는 안 된다고 하였으나, 원소는 듣지 않고 백마(白馬)에 주둔한 동군태수(東郡太守) 유연(劉延)을 안량 혼자 공격하도록 하였다.
이때 조조는 순유(荀攸)의 계책을 채용하여, 원소군의 배후를 찌르려는 척 하였다. 원소의 또 다른 군세가 물러나고, 안량은 적은 수의 병사를 이끌고 백마진(白馬津)으로 갔다. 조조는 곧바로 하후돈(夏侯惇)과 하후연(夏侯淵), 허저(許褚)와 서황(徐晃) 등 용맹한 장수들로 하여금 안량의 군사들을 혼란에 빠지게 하였으며 이때 군영에서 부장들과 있다가 말을 타고 달려온 관우에게 베인다.

## 《삼국지연의》 속 안량
안량은 조조의 부장 송헌(宋憲)과 위속(魏續)을 한번의 칼질로 죽였고, 서황(徐晃)을 30합만에 퇴각시켰다. 조조는 자신에게 몸을 의탁한 관우(關羽)를 보냈고, 관우는 적토마(赤兎馬)를 타고 달려가 안량의 목을 베었다.

## 가계

### 관련 인물
- 안진경
- 안회

## 같이 보기
- 삼국지 인물 목록
- 진수 (서진)
- 나관중
- 배송지